# San Sebastiáns flygplats
San Sebastiáns flygplats (spanska: Aeropuerto de San Sebastián, baskiska: Donostiako aireportua) är en flygplats i Spanien.   Den ligger i Hondarribia i provinsen Gipuzkoa och regionen Baskien. San Sebastiáns flygplats ligger 4 meter över havet.
Staden San Sebastián ligger 22 km väster om flygplatsen. Flygplatsen har för närvarande (2019) endast inrikestrafik till Madrid och Barcelona.